# Словарь Шлезвиг-Гольштейна
Словарь Шлезвиг-Гольштейна (нем. Schleswig-Holsteinisches Wörterbuch) — словарь региональных диалектов нижненемецкого языка, которые распространены в Шлезвиг-Гольштейне (прежде всего — гольштейнского, шлезвигского и гамбургского (нижненемецкого) диалектов). Издавался при участии германиста Отто Мензинга.
В 1902 году Мензинг и его соавторы через газеты обратились к населению Шлезвиг-Гольштейна с просьбой помочь собрать источники с местными формами нижненемецкого языка. Первый краткий словарь появился в 1906, расширенные версии в пяти томах стали выходить с 1925 по 1935 год (издательство Ваххольтц). В работе с ними Мензингу помогал известный немецкий фольклорист Густав Фридрих Майер. В 1973-1985 вышло ещё несколько словарей.

## Актуальное издание
- Otto Mensing, Schleswig-Holsteinisches Wörterbuch, Wachholtz-Verlag, Neumünster, Nachdruck 1985, ISBN 978-3-529-04601-8